# Flintstones – Die Familie Feuerstein
Flintstones – Die Familie Feuerstein (The Flintstones) ist eine amerikanische Filmkomödie von Brian Levant aus dem Jahr 1994. In den Hauptrollen sind John Goodman und Rick Moranis zu sehen. Der Film bezieht sich in Titel, Protagonisten und Handlung auf die bekannte Zeichentrickserie Familie Feuerstein.

## Handlung
Fred Feuerstein und Barney Geröllheimer sind Freunde und Arbeitskollegen im Steinbruch des Unternehmens Slate & Co. Beide nehmen in ihrem Betrieb an einem Eignungstest teil, mit dem ein neuer Manager gefunden werden soll: Dank Barneys Hilfe gewinnt Fred, während Barney selbst als vermeintlich unfähigster Mitarbeiter entlassen wird. Fred fühlt sich in seiner neuen Rolle als Manager sichtlich wohl und prahlt mit seinem Reichtum, während Barney seine Familie mit Gelegenheitsjobs über Wasser halten muss.
Es stellt sich heraus, dass Fred nur als Sündenbock für die dunklen Finanzgeschäfte des Vorstandes Cliff Vandercave herhalten soll. Unter anderem wurde die gesamte Belegschaft des Steinbruchs entlassen. Barney hilft ihm, obwohl das Verhältnis nach Freds Beförderung kühler wurde, Vandercave zu enttarnen, was schließlich gelingt.

## Film und Fernsehserie
Im Großen und Ganzen wurden die Persönlichkeiten der Figuren aus der Serie detailgetreu in den Film übernommen. Was jedoch geändert wurde, ist, dass Fred und Barney hier Arbeitskollegen sind, was in der Serie nicht der Fall ist. Auch adoptieren Barney und Betty Bamm-Bamm nicht aus einem Heim, sondern er wurde in der Fernsehserie vor ihrer Türschwelle ausgesetzt.

## Hintergrund
- Der Film wurde in den deutschen Kinos von rund 6,259 Millionen Menschen gesehen, was ihn zum zweiterfolgreichsten Kinofilm des Jahres 1994 nach Der König der Löwen macht.[2] In den USA spielte der Film ca. 130,5 Millionen Dollar ein und war damit der fünfterfolgreichste Film des Jahres.[3]
- Die Produktion der Komödie kostete 46 Millionen US-Dollar.[3] Im Jahr 2000 wurde das Prequel Die Flintstones in Viva Rock Vegas gedreht.

## Synchronisation
Die deutschsprachige Synchronisation entstand bei der Berliner Synchron GmbH Wenzel Lüdecke nach einem Dialogbuch von Michael Nowka, der auch die Dialogregie übernahm.
| Rolle               | Schauspieler      | Synchronsprecher  |
| Fred Feuerstein     | John Goodman      | Helmut Krauss     |
| Barney Geröllheimer | Rick Moranis      | Michael Nowka     |
| Wilma Feuerstein    | Elizabeth Perkins | Christel Merian   |
| Betty Geröllheimer  | Rosie O’Donnell   | Dagmar Biener     |
| Kisela Stein        | Halle Berry       | Melanie Pukaß     |
| Cliff Vanderfels    | Kyle MacLachlan   | Torsten Michaelis |
| Mr. Schiefer        | Dann Florek       | Eberhard Prüter   |
| Pearl Slaghoople    | Elizabeth Taylor  | Dagmar Altrichter |
| Bamm-Bamm           | Hlynur Sigurdsson | Robert Stadlober  |
| Hoagie              | Richard Moll      | Wolfgang Kühne    |
| Mrs. Pyrite         | Sheryl Lee Ralph  | Heike Schroetter  |
| Susan Rock          | Larraine Newman   | Marianne Groß     |

## Kritiken
Das Lexikon des internationalen Films schrieb, die Serie „mit ihren liebenswerten Anachronismen“ erfahre in der Realverfilmung „ästhetisch eine kongeniale Umsetzung“. Der „bemerkenswerte Einsatz von Ausstattung und Darstellern“ wirke jedoch „angesichts der einfallslosen Handlung eher verschenkt“.
Roger Ebert schrieb in der Chicago Sun-Times: „Dies ist ein großartig aussehender Film, ein Triumph des Szenenbilds und der Spezialeffekte, die eine Fantasiewelt irgendwo zwischen Vorstadt und prähistorischem Cartoon erschaffen.“ („This is a great-looking movie, a triumph of set design and special effects, creating a fantasy world halfway between suburbia and a prehistoric cartoon.“)
Kenneth Turan schrieb in der Los Angeles Times vom 27. Mai 1994 auf der Seite F1: „Wie die Addams Family zuvor, ist dies einer dieser cleveren, lebendigen und schließlich ermüdenden Stücke auffälliger Hollywood-Maschinerie, in der ein Großteil der Kreativität in die Optik geflossen ist und nur noch Reste für die Geschichte und Dialoge übrigblieben.“ („Like „The Addams Family“ before it, this is one of those clever, lively and ultimately wearying pieces of showy Hollywood machinery where a glut of creativity has gone into the visuals with only scraps left over for the plot and the dialogue.“)

## Auszeichnungen
Der Film gewann 1994 die Goldene Leinwand und erhielt 1995 vier Nominierungen für den Saturn Award, darunter als „bester Fantasyfilm“. Er erhielt 1995 allerdings auch zwei Mal die Goldene Himbeere: Zum einen für das „schlechteste Drehbuch“ und zum anderen erhielt ihn Rosie O’Donnell als „schlechteste Nebendarstellerin“. Sie stach damit Elizabeth Taylor aus, die ebenfalls in dieser Kategorie nominiert war. Bruce Cohen erhielt eine Nominierung in der Kategorie „Schlechteste Neuverfilmung oder Fortsetzung“.
Halle Berry wurde 1995 für den MTV Movie Award nominiert. Rosie O’Donnell gewann 1995 den Kids’ Choice Award.